# Бисерть (река)
Бисе́рть — река в России, протекает в юго-западной части Свердловской области. Правый приток Уфы. Длина реки составляет 193 км, площадь водосборного бассейна — 3400 км². На реке расположено Бисертское водохранилище площадью 3,42 км².

## Притоки
- 13 км: Ачит
- 28 км: Ут
- 35 км: Арий
- 40 км: Сырая Сарга
- 52 км: Тюш
- 69 км: Ермыш
- 77 км: Чекалда
- 85 км: Средняя
- 88 км: Филатовка
- 96 км: Пут
- 96 км: Шигая
- 111 км: Чёрная
- 126 км: Большой Ирмиз
- 138 км: Лакташ
- 146 км: Баская
- 152 км: Барышан
- 159 км: Чигишан
- 173 км: Каменка
- 179 км: Кобылиха

## Данные водного реестра
По данным государственного водного реестра России, река Бисерть относится к Камскому бассейновому округу, водохозяйственный участок реки — Уфа от Нязепетровского гидроузла до Павловского гидроузла, без реки Ай, речной подбассейн Белой, речной бассейн Камы.
Код объекта в государственном водном реестре — 10010201112111100021015.